# فانتزی بنگسی
فانتزی بنگسی (انگلیسی: Bangsian fantasy) یک ژانر فانتزی است که در آن زندگی پس از مرگ محیط اصلی داستان است و شخصیت‌های آن، که ممکن است شخصیت‌های مشهور تاریخی یا داستانی باشند، نقش آفرینی و تعامل دارند. فانتزی بنگسی برگرفته از نام جان کندریک بنگس (۱۸۶۲–۱۹۲۲) است که اغلب در این ژانر می‌نوشت.